# Maillat
Maillat è un comune francese di 675 abitanti (censimento 2007) situato nel dipartimento dell'Ain della regione dell'Alvernia-Rodano-Alpi.
Diede i natali al missionario e storico Joseph Anne Marie de Moyriac de Mailla.

## Storia
Parrocchia menzionata già nel XIII secolo. 
La grafia del nome passa da Maillac a Maillat fra fine XVIII e inizio XIX secolo.
La frazione di Oisselaz (pronunciare come  "Oisselle") faceva parte del Comune di Vieu-d'Izenave fino al 1936.

## Società

### Evoluzione demografica
Abitanti censiti

## Monumenti e luoghi d'interesse
- Cappella Saint-Clair (o "des Rochers"), iscritta dal 1931 all'inventario supplementare dei monumenti storici (divenuto dal 2005: iscrizione come monumento storico).
- Castello di Maillat, del XIII secolo.